# Coronación de Victoria del Reino Unido
La coronación de la reina Victoria del Reino Unido tuvo lugar el 28 de junio de 1838, poco más de un año luego de acceder al trono, a la edad de 18 años. La procesión hacia y desde la ceremonia en la Abadía de Westminster fue presenciado por una enorme multitud sin precedentes, debido sobre todo a que los nuevos ferrocarriles hicieron más fácil que, aproximadamente 400.000 personas pudieran viajar a Londres desde el resto del país.
Según The Gentleman's Magazine, la coronación de Victoria fue la más larga desde la de Carlos II en 1660. El tiempo era bueno y, para la prensa y el público, se considera al día como un éxito; aunque solo quienes tuvieron el privilegio de entrar a la Abadía fueron testigos de una gran cantidad de contratiempos y confusiones, además de la oposición a Victoria por parte de un sector radical proveniente del norte de Inglaterra.

## Ceremonia

### Preparativos
Para costear la ceremonia, se destinaron £79.000, (£6,41 millones ajustado al 2015), a medio camino entre las £30.000 (£2,46 millones ajustados al 2015) de la ceremonia de su antecesor Guillermo IV en 1831, y las £240.000 (£18,5 millones ajustados al 2015) de la grandiosa coronación de su tío Jorge IV.
La coronación de Guillermo IV había establecido mucho de lo que sigue siendo hoy en día el boato del evento, que anteriormente incluía ceremonias en el Salón Westminster (ahora añadido al Parlamento) antes de una procesión a pie hasta la abadía. Esta forma fue reemplazada con una procesión por las calles con el monarca dentro del carruaje Gold State, que data de 1762, y que todavía se utiliza en las coronaciones, junto a una escolta de caballería y un cuerpo de cocheros. La procesión en carruaje data de 1831 y se volvió a adoptar en 1838, siendo utilizada en todas las coronaciones posteriores. La ruta se amplió para permitir más espectadores, tomando una ruta casi circular desde el nuevo hogar de la reina en el recién terminado Palacio de Buckingham, pasando por Hyde Park Corner, Piccadilly, St James's, Pall Mall, Charing Cross y Whitehall. El presupuesto hizo hincapié en la procesión, y se omitió el banquete de coronación.

### Coronación
Según el historiador Roy Strong, la ceremonia de 1838 fue las últimas de las coronaciones desastrosas, antes que varios historiadores victorianos se reuniesen y lograran acordar un reglamento sobre cómo realizar las ceremonias, con muchas reminiscencias de las coronaciones medievales y que comenzó a utilizarse desde Eduardo VII en 1902. El pintoresco ritual donde el campeón de la Reina debía cabalgar y desafiar al público dentro del salón Westminster con armadura completa fue omitido y nunca restablecido: el campeón Henry Dymoke fue creado barón en lugar de ello. Se atestigua la poca preparación del evento, lo que llevó al primer ministro William Lamb, Lord Melbourne a persuadir a la reina de visitar la Abadía la noche anterior a la ceremonia. Personas presentes en aquel momento informaron más tarde que, en palabras de Benjamin Disraeli, los que participaban de la ceremonia no tenían idea del orden de esta y que se notaba la falta de ensayo.
Como era habitual, se habilitaron galerías especiales para albergar a los asistentes, y la música provenía de una orquesta de 80 integrantes, con un total de 157 cantantes, y diversas bandas militares apoyando en las procesiones desde y hacia la Abadía.
En total, la ceremonia de coronación duró cinco horas e incluyó dos cambios de indumentaria para la reina. En los momentos del servicio religioso, cuando no era necesaria la presencia del grupo real en la plataforma principal (colocada frente al altar principal y al crucero), estos se retiraban a la Capilla de San Eduardo, donde se les tenían platos con bocadillos y botellas de vino sobre el altar.
Terminado el servicio, el Tesorero de la Casa arrojo medallas de plata conmemorativas de la coronación a la multitud, causando algunos indignos incidentes para conseguir un recuerdo material de esta.

#### Accidente de Lord Rolle

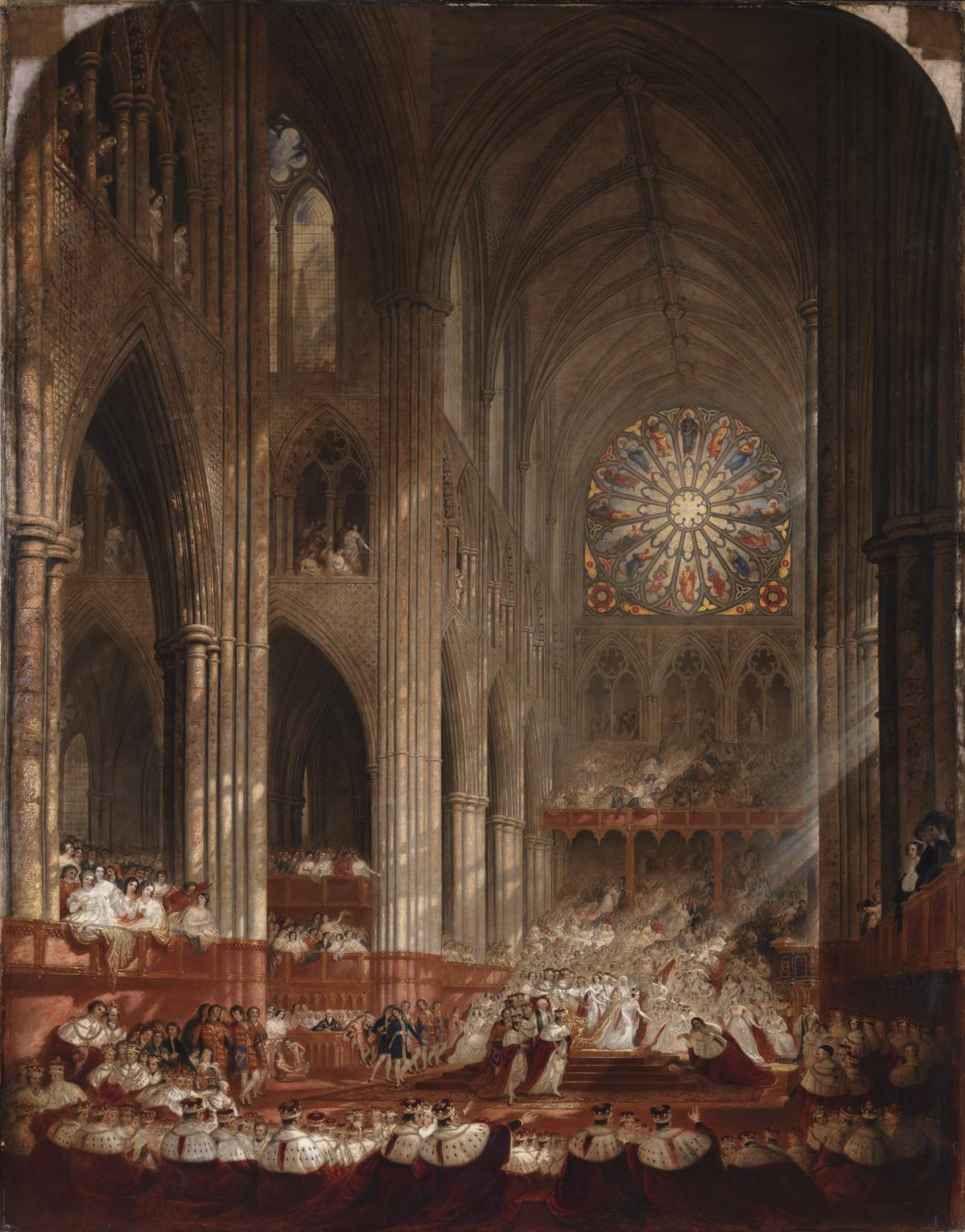
The Coronation of Queen Victoria. Se aprecia el momento de la caída de Lord Rolle.
Óleo de John Martin, 1839.

La reina describe en su diario que Lord John Rolle, de 82 años y terriblemente enfermo, cayó al subir los escalones para darle el homenaje, por lo que ella tuvo que avanzar un poco para evitar otra caída de este. Este accidente resultó beneficioso para la imagen de la reina, según relata el cronista Charles Greville:

[Lord Rolle] cayó y estaba incorporándose a los pies del trono. El primer impulso de ella fue levantarlo, y cuando él comenzó a levantarse para realizar homenaje ella dijo: "¿Qué no pueda levantarme e ir dónde él?" y se levantó del trono y avanzó uno o dos escalones para prevenir que siguiera subiendo, un acto de gentileza y amabilidad que causó gran sensación. Es, de hecho, la remarcable unión de ingenuidad, bondad, naturaleza, buena naturaleza, con propiedad y dignidad, lo que la hace tan admirable y tan entrañable para los que la rodeaban, ya que sin duda lo es.
Charles Greville

El incidente fue representado por John Martin en su pintura de la ceremonia, y también fue incluida en el poema Mr. Barney Maguire's Account of the Coronation por Richard Harris Barham:

Then the trumpets braying, and the organ playing,

And the sweet trombones, with their silver tones;

But Lord Rolle was rolling;-- t'was mighty consoling

To think his Lordship did not break his bones!
Richard Harris Barham

### Música
La calidad de la música de la coronación no hizo nada para disipar la impresión mediocre que dejó la ceremonia. La orquesta estaba dirigida por Sir George Thomas Smart, que trató de dirigir y tocar el órgano de forma simultánea, sin lograr un buen resultado. Las fanfarrias de Smart, realizadas por las Trompeteros del Estado, fueron descritas por un periodista como una extraña mezcla de combinaciones inusuales. Smart había tratado de mejorar la calidad del coro mediante la contratación de solistas profesionales; incurriendo en un gasto total de £1.500 más sus propios honorarios de £300, al contrario de la coronación de Eduardo VII en 1902, donde el gasto final en música fue de £1.000.
Thomas Attwood había estado trabajando en un nuevo himno para la coronación, pero había muerto tres meses antes de esta y nunca fue terminado. El anciano Maestro de la Música de la Reina, Franz Cramer, no aportó nada, lo que llevó a una dura crítica a Cramer desde The Spectator, en que se afirma: anunciar al mundo su incapacidad para cumplir con el primero, y el deber gentil de su puesto - la composición de un himno de coronación. A pesar de que William Knyvett había escrito un himno (This is the Day that the Lord hath made), este tenía una gran dependencia de cuatro composiciones de Georg Friedrich Händel, incluyendo su famoso coro Aleluya. Esta fue la única vez que fue cantado en una coronación británica.
No todo el mundo fue crítico; sin embargo, el obispo de Rochester George Murray escribió que la música era todo lo que no era en 1831. Fue impresionante y obligó a todos a darse cuenta de que estaban tomando parte en un servicio religioso, no solo en un concurso.